# Camera Hakuzimana
Camera Hakuzimana, né le 7 août 1992 à Nakuru, est un coureur cycliste rwandais.

## Palmarès et résultats

### Palmarès par année
- 2015
  - 3e du Tour du Rwanda
- 2016
  - 3e du Tour du Cameroun
- 2018
  - 3e du championnat du Rwanda du contre-la-montre

### Classements mondiaux
| Année                                 | 2015 | 2016  | 2017  | 2018  |
| ------------------------------------- | ---- | ----- | ----- | ----- |
| Classement mondial                    |      | 1280e | 1980e | 1840e |
| UCI Africa Tour                       | 74e  | 79e   | 159e  | 119e  |
|                                       |      |       |       |       |
| Légende : nc = non classéSource : UCI |      |       |       |       |